# Wilfred Thesiger
Sir Wilfred Patrick Thesiger (3. června 1910 Addis Abeba – 24. srpna 2003 Londýn) byl anglický cestovatel. Byl synem britského vyslance v Etiopii Wilfreda Gilberta Thesigera, absolvoval Eton College a Oxford University, ve studentských letech vynikal jako boxer. Ve třicátých letech se vrátil do Etiopie, zúčastnil se korunovace císaře Haile Selassie I. a podnikl výzkumnou výpravu do povodí řeky Awaš. Pak působil jako úředník koloniální správy v Súdánu a procestoval oblast Dárfúru. Za druhé světové války bojoval proti Italům v Etiopii a proti vichistickým vojskům v Sýrii, byl mu udělen Řád za vynikající službu. Po odchodu z armády žil mezi domorodci v bažinách okolo řeky Šatt al-Arab, roku 1945 přijel do ománského přístavu Salála a pustil se do poznávání života beduínů ve vnitrozemí Arabského poloostrova. Jako první cizinec dokázal pěšky a na velbloudu přejít územím bojovného kmene Bait Kathir v poušti Rub al-Chálí do oázy Líwá. Další výzkumy mu znemožnilo zahájení těžby ropy v oblasti, která se stala uzavřeným strategickým územím. Poté žil Thesiger mezi Sambury u keňského jezera Turkana, ve stáří se vrátil do Anglie a byl roku 1995 povýšen do šlechtického stavu. Ze svých cest přivezl kolekci více než třiceti tisíc fotografií, uloženou v oxfordském Pitt Rivers Museum, napsal o nich také knihy Arabian Sands a Marsh Arabs.

## Vyznamenání
- komtur Řádu etiopské hvězdy – Etiopské císařství, 1930
- Řád za vynikající službu – Spojené království, 1941
- komandér Řádu britského impéria – Spojené království, 1968[3]
- rytíř-komandér Řádu britského impéria – Spojené království, 1995